# 4e régiment de carabiniers-cyclistes (Belgique)
Le 4e régiment de carabiniers-cyclistes (néerlandais : 4de Regiment carabiniers wielrijders) était une unité d'infanterie de la force terrestre des forces armées belges. 

## Historique
Le 4e régiment de carabiniers-cyclistes est formé le 27 septembre 1938 à Heverlee lors de la mise de l'armée sur Pied de Paix Renforcé à la suite des tensions internationales. Il est constitué de mobilisés du 2e régiment de carabiniers-cyclistes maintenus sous les drapeaux jusqu'au 1er octobre 1938. 
À la suite de la mise en exécution de la phase B du plan de mobilisation, le régiment de réserve est réactivé le 28 août 1939 à Heverlee. Il est d'abord placé à la frontière belgo-néerlandaise le long du canal Albert dans le Limbourg puis est déplacé en mars dans la région de Mons, ensuite en avril à Seneffe sur le canal, sur la Gette et prend enfin la relève du 2e régiment de carabiniers-cyclistes sur l'Ourthe dans la région d'Esneux.

### Seconde Guerre mondiale
Durant la nuit du 9 au 10 mai 1940, des détachements du régiment font sauter des viaducs déjà minés à Weywertz et à Robertville avant que des unités allemandes infiltrées avant l'invasion ne puissent intervenir. Une opération similaire sur le barrage de Butgenbach ne sera, quant à elle, pas mise à exécution. Le régiment se replie ensuite sur l'Ourthe pour protéger la retraite du 3e Corps d'armée belge, sur Merchtem (17 mai) pour la défense du canal de Willebroeck. Le 19 mai, il est mis en réserve dans le dispositif des Troupes Légères. Le 21 mai, il fait mouvement sur le canal Gand-Terneuzen puis sur le canal Léopold (23-24 mai). Le 27 mai 1940, il combat avec le 1er régiment de carabiniers-cyclistes à Knesselaere et fait 118 prisonniers, ce qui lui vaudra une citation : 
« Placés en arrière-garde, le 27 mai 1940 dans l'après-midi sur la position de Knesselaere, pour protéger le repli du II CA, ont brillamment et complètement rempli leur mission, prononçant plusieurs contre-attaques résolues, infligeant de fortes pertes à l'ennemi, capturant environ 150 prisonniers et un matériel important. »
La Belgique capitule le 28 mai, le régiment est de facto dissout.

### Après-Guerre
Le 15 janvier 1952, le 4e bataillon de Carabiniers-Cyclistes est reconstitué à Düren en Allemagne de l'Ouest en tant que bataillon d'infanterie blindée du 17e Groupement Blindé de la 16e Division Blindée.
Une compagnie intervient lors de la crise congolaise en 1960 et une seconde en de janvier à avril 1961 au Burundi.
En 1970, le bataillon passe du statut d'unité d'active à unité de réserve et devient un bataillon d'infanterie légère des Forces de l'Intérieur. Il sera constitué de miliciens du 2e régiment de carabiniers-cyclistes.
En 1995, il fusionne avec le 3e régiment de carabiniers cyclistes pour former le Régiment Territorial des Carabiniers Cyclistes.
En 2002, la réserve nationale est supprimée et le régiment passe à la Province du Brabant wallon sous la dénomination de régiment Territorial Cyclistes-Territorial Support Unit Barbant-Wallon.
Le 1er octobre 2005, l'ancienne réserve est supprimée, le régiment est donc dissout.

## Composition

### 1939-1940
- Un état-major
- Deux bataillons composés de deux compagnies de fusiliers-cyclistes et une compagnie de mitrailleurs.
- Une compagnie antichar équipée de canons de 47 mm tractés.

### 1952-1970
- Un état-major
- Une compagnie d'état-major
- Quatre compagnies de fusiliers (A, B, C et D) équipées d'Half-track. Ces véhicules sont remplacés vers 1960 par des full-track M75 et la compagnie D par une compagnie d'appui (équipée de mortiers et de mitrailleuses anti-aéronefs sur half-track) et d'un peloton "éclaireurs" doté de Jeep Willys. En 1964, les M75 sont remplacés par des AMX13 Mod.56 VTT.

## Fanion
Le 8 avril 1940, sur la Grand-Place de Mons, il reçoit son fanion qui était anciennement celui du 2e Régiment Cyclistes.
Le 29 mars 1952, il reçoit son nouveau fanion des mains du commandant de la 16e Division Blindée, sur la plaine des Cuirassiers à Weiden.
Le 29 mars 1995, le fanion est remis au Régiment Territorial des Carabiniers Cyclistes.
Le 17 novembre 2005 le fanion du 4e bataillon est transmis au commandant militaire de la Province du Brabant wallon.